# Tichon (Bischof, 1968)
Tichon (ukrainisch Тихон; * 9. Juli 1968 in Kommunarsk, Oblast Luhansk, Ukrainische SSR als Mykola Wiktorowytsch Schyljakow; † 18. Februar 2011 in Kiew) war ukrainisch-orthodoxer Bischof und vom 11. Januar 2009 bis zu seinem Tod Eparch von Krementschuk und Lubny.